# Osbornellus ecuadoricus
Osbornellus ecuadoricus är en insektsart som beskrevs av Rauno E. Linnavuori 1959. Osbornellus ecuadoricus ingår i släktet Osbornellus och familjen dvärgstritar. Inga underarter finns listade i Catalogue of Life.